# Jan Tomaszewski (muzyk)
Jan Kazimierz Tomaszewski (ur. 27 sierpnia 1937 w Bydgoszczy) – polski puzonista jazzowy, kompozytor, aranżer, pedagog. 

## Życiorys
Absolwent klasy puzonu w Średniej Szkole Muzycznej w Gdańsku i Wydziału Elektroniki Politechniki Gdańskiej. Brat pianisty Marka Tomaszewskiego, jednego z filarów duetu Marek i Wacek. W latach 1956–1964 grał jazz tradycyjny i swing. Debiutował w zespole Flamingo (1958–1961), współpracował z miejscowymi kabaretami i teatrzykami studenckimi (Tralabomba), grał w zespołach: Murzynek, Dixieland Septet i prowadził orkiestrę taneczną Rytmy Trójmiasta. W latach 1961–1964 był liderem założonego przez siebie big bandu jazzowego, z którym wystąpił na festiwalu Jazz Jamboree (1962) i zagrał m.in. trasę koncertową po kraju z Paulem Anką (1963). Grywał także z amerykańskim trębaczem Donem Ellisem. Tenże big-band w latach 1962–1964 zwyciężał w ankiecie miesięcznika Jazz, zaś w późniejszych latach został przekształcony w Orkiestrę Rozrywkową Polskiego Radia Gdańsk, nad którą kierownictwo sprawował powtórnie w latach 1978–1981. W latach 1965–1971 prowadził Zespół Rozrywkowy rozgłośni PR w Gdańsku, w tym samym czasie (w latach 1967–1969), pracował jako dyrygent w Teatrze Muzycznym w Gdyni oraz współpracował z tamtejszym Studiem Aktorskim (1975–1978). W latach 1984–1989 był kierownikiem artystycznym Teatru Muzycznego w Poznaniu. W tym okresie powstały jego pierwsze musicale: Testament dziwaka (1968; libr. J. Willard), Kaper królewski (1969) i Boso, ale w ostrogach (1969, libr. R. Pietruski i K. Wodnicka wg powieści S. Grzesiuka) a także kolejne, realizowane z myślą o scenie muzycznej, tj.: Wielka aleja (1973; libr. S. Dejczer i J. Kasprowy), Noc nad Gopłem (1974; libr. S. Dejczer i J. Kasprowy na motywach Starej baśni J. I. Kraszewskiego), Nasz człowiek w Hawanie (1978: libr. W. Wróblewska na motywach powieści G. Greene'a), Targ na dziewczęta (1983); Oh, Bel-Ami (1988), Rewizor jedzie (1991). Spektakl Boso, ale w ostrogach w 1996 roku miał swoją premierę również w Teatrze Telewizji. Jest także kompozytorem muzyki do kilku przebojów – m.in. Serwus panie Chief (nagroda dziennikarzy na III KFPP Opole '65), Szli na zachód osadnicy (nagroda na IV KFPP Opole '67), Diabelnie długi rejs, Morskie opowieści, Samotna Fregata. Współpracował również z wojskowymi zespołami artystycznymi Flotylla, Eskadra i Czarne Berety.